# Petit v suscrit
Le petit v suscrit est une signe diacritique vocalique de l’alphabet arabe utilisé au Tchad notamment dans l’écriture du maba.

## Utilisation
Le petit v suscrit représente une voyelle ɛ dans l’alphabet national tchadien, par exemple en maba dans le mot ‹ ݦٚرْلٚق › mberleg, « mangouste rayée ».